# Amperometría
La amperometría es una técnica de análisis químico basada en la medida de la corriente eléctrica producida por una especie electroactiva durante el proceso de oxidación o de reducción. Se utiliza para determinar la concentración de un analito en disolución. La medida se realiza a potencial fijo en condiciones de electrodo polarizado, es decir a un voltaje superior al pronosticado por la ecuación de Nerst, forzando una reacción de oxidación o de reducción del analito. En amperometría, durante las medidas, las disoluciones objeto de la medida electroanalítica tienen que estar sometidas a agitación, en flujo o se deben utilizar electrodos rotatorios, para facilitar el trasporte de masa desde o hacia el electrodo.

## Aplicaciones
La amperometría se puede utilizar de forma directa o en valoraciones amperométricas para determinar el punto final.  Los electrodos deben ser polarizables, es decir, electrodos en los que la intensidad de corriente es constante e independiente del potencial aplicado, al menos en un intervalo considerable. Entre los electrodos polarizables convencionales, se encuentran el electrodo de gota de mercurio, el de platino y el de grafito. También se utiliza la amperometría como método de detección en técnicas de análisis en flujo continuo, como el  Análisis por Inyección en Flujo (FIA) o cromatografía líquida. En estas aplicaciones el material del electrodo de trabajo utilizado para la detección amperométrica es más crítico que en los electrodos utilizados en valoraciones o en amperometría directa, ya que se requiere una mayor estabilidad mecánica y operativa. Suelen utilizarse electrodos de carbono, como el de pasta de carbono o el de carbono vitrificado.
Una  aplicación importante de la amperometría  está relacionada  con la construcción  de sensores  químicos y biosensores.  Uno de  los  primeros sensores amperométricos fue desarrollado en  1956 por L. C. Clark para medir oxígeno disuelto en sangre y de amplio uso en análisis ambiental, para la determinación de oxígeno en cualquier tipo de muestra acuosa. El sensor, conocido como electrodo de Clark, utiliza un disco de platino como electrodo de trabajo y un anillo de plata como contraelectrodo. En el cátodo de platino se produce la reducción del oxígeno que difunde a través de una membrana permeable a este gas.
{\displaystyle {\ce {O2 + 4H+ + 4e- <=> 2H2O}}}
Aunque  varios gases pueden difundirse a través de la membrana, incluyendo N2 y CO2 , solo el oxígeno sufre reducción en el cátodo, dando como resultado una corriente de intensidad proporcional a su concentración en la disolución.
Otro  ejemplo  de un  sensor  amperométrico es el de glucosa.  En este  sensor utiliza tres membranas. La membrana más externa, del policarbonato es permeable a la glucosa y al oxígeno. La segunda membrana contiene una  preparación  inmovilizada de  glucosa oxidasa, que  cataliza  la oxidación de la glucosa a gluconolactona  y peróxido  de hidrógeno. 
{\displaystyle {\ce {\beta-D-glucosa(aq) + O2(aq) + H2O(l) <=> gluconolactona(aq) + H2O2(aq)}}}
El peróxido de hidrógeno se  difunde a  través de la membrana  más interna, de acetato de celulosa,  donde  experimenta oxidación  en un ánodo de Pt.  La intensidad de corriente, consecuencia de la oxidación del peróxido de hidrógeno a oxígeno en el electrodo de platino, está relacionada con la concentración de glucosa, por lo que la medida amperométrica permite determinar el contenido de glucosa.
{\displaystyle {\ce {H2O2(aq) + 2OH^{-}(aq) <=> O2(aq) +2H2O(l) + 2e-}}}
Existen otros ejemplos de sensores amperométricos. Así, por ejemplo, se ha desarrollado un biosensor de CO2 a partir de un sensor amperométrico de O2 con una membrana de dos capas, una de las cuales contiene una preparación de bacterias autotróficas inmovilizadas. El CO2 de la disolución difunde a través de la s membranas y es convertido en O2 por las bacterias, aumentando la concentración en el cátodo de platino, donde es reducido a agua.

## Valoraciones amperométricas

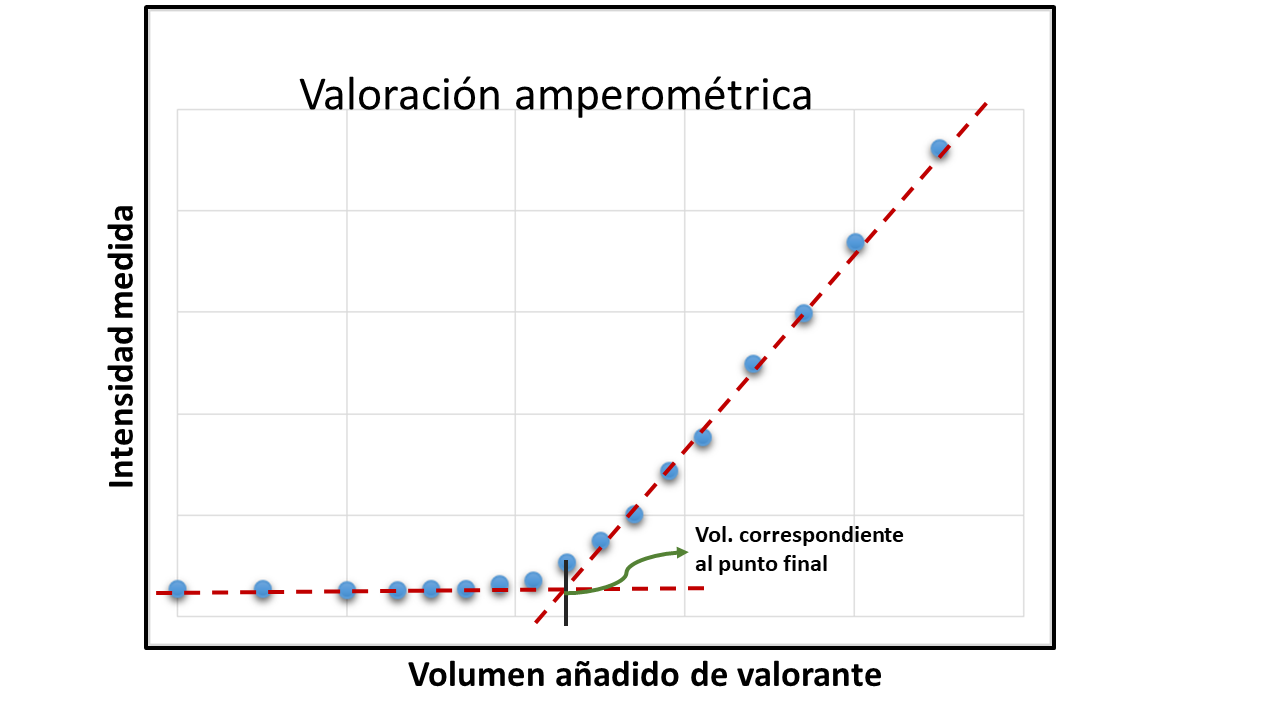
Curva amperométrica de valoración

Otra utilidad de la amperometría en el análisis químico es la valoración amperométrica. Utilizando la variación de la intensidad de corriente a lo largo se la valoración, es posible establecer el punto final de esta si el valorante, el analito o ambos son sustancias electroactivas. En este caso, se puede medir la corriente que circula entre los electrodos cuando se impone un potencial constante entre ellos. La intensidad de corriente va variando a medida que se añade el valorante, pero esta variación es diferente antes y después del punto de equivalencia. Representando la intensidad de corriente con relación al volumen de valorante añadido, se obtiene una doble tendencia lineal, a partir de la cual se puede establecer el punto final de la valoración por intercesión de ambas líneas.
Las valoraciones amperómetricas se pueden llevar a cabo utilizando un electrodo de trabajo polarizable y otro de referencia no polarizable o con dos electrodos indicadores polarizables, en cuyo caso, la técnica recibe el nombre de valoración biamperométrica.